# Емманюель Шарпантьє
Емманюель Шарпантьє (нар. 11 грудня 1968, Жувізі-сюз-Орж, Франція) — французька науковиця, мікробіолог, лауреатка Нобелівської премії з хімії (2020). Професор і директор Інституту інфекційної біології Товариства Макса Планка. У 2012 році Шарпантьє і Дженніфер Даудна першими запропонували використання механізму CRISPR/Cas9 для запрограмованого редагування генів, що розцінюється як одне з найзначніших відкриттів в історії біології.
Навчалася в Університеті П'єра і Марії Кюрі. У 1995 році здобула ступінь доктора філософії в Інституті Пастера. Працювала в США, Австрії, Швеції. З 2013 року працює в Німеччині. З 2015 року директор департаменту регулювання інфекційної біології Інституту інфекційної біології Товариства Макса Планка.. Дослідниця CRISPR Cas9.
2020 року Емманюель Шарпантьє разом із Дженніфер Даудна отримала Нобелівську премію з хімії за відкриття генного редагування .

## Визнання та нагороди
- 2011: Премія Фернстрем[en][14]
- 2014: член EMBO[15][16].
- 2014: Премія Поля Джанссена за біомедичне дослідження[en]
- 2014: Премія Йорана Густафссона[es][17]
- 2015: Член Шведська королівська академія наук[18]
- 2015: Премія за прорив у науках про життя
- 2015: Премія Ернста Юнга[en]
- 2015: Премія Грубера[de]
- 2015: Carus-Medaille[de] Леопольдини
- 2015: Премія принцеси Астурійської
- 2015: Louis-Jeantet Prize for Medicine[en][19]
- 2015: Clarivate Citation Laureates з хімії
- 2015: Премія Мессрі[en]
- 2016: Член Берлінсько-Бранденбурзької академії наук
- 2016: Член Австрійської академії наук[20]
- 2016: Премія L'Oréal — ЮНЕСКО «Для жінок у науці»[21]
- 2016: Міжнародна премія Гайрднера
- 2016: Премія Тан
- 2016: премія Отто Варбурга[en]
- 2016: Премія Пауля Ерліха та Людвига Дармштедтера[de]
- 2016: HFSP Премія Накасоне[de] (разом з Дженніфер Даудна)
- 2016: Warren Alpert Foundation Prize[en]
- 2016: Премія Лейбніца
- 2016: Маєнбурзька премія[en]
- 2016: BBVA Foundation Frontiers of Knowledge Awards
- 2016: Медаль Джона Скотта
- 2017: Премія Японії
- 2017: Почесний доктор Гонконзького університету науки та технології
- 2017: член Французької академія наук
- 2017: Іноземний член НАН США[22].
- 2017: Премія медичного центру Олбані[en]
- 2018: Почесний доктор, Католицький університет Лувен[23]
- 2018: Почесний доктор, Кембриджський університет[24]
- 2018: Почесний доктор, Манчестерський університет[25]
- 2018: Премія Кавлі[26]
- 2018: V de Vida Award, Іспанської асоціації протидії раку[27]
- 2018: Австрійський почесний знак «За науку і мистецтво»
- 2018: Медаль пошани, Американське онкологічне товариство[en][28]
- 2018: Аахенська інженерна нагорода[de][29]
- 2018: Берлінська наукова премія[de][30]
- 2019: Премія Шееле[en][31]
- 2019: Медаль Ріхарда Ернста, Федеральна вища технічна школа Цюриха[32]
- 2019: Орден «За заслуги перед Федеративною Республікою Німеччина»[33]
- 2020: Медаль Карла Фрідріха Гаусса[de][34]
- 2020: Премія Вольфа з медицини[en] (спільно з Дженніфер Даудна)[35]
- 2020: Нобелівська премія з хімії